# Zahir Pajaziti
Zahir Pajaziti (ur. 1 listopada 1962 w Turuçicë, zm. 31 stycznia 1997 w Pestovë) – kosowski partyzant, żołnierz Armii Wyzwolenia Kosowa, bohater Kosowa.

## Życiorys
Ukończył szkołę podstawową w rodzinnej wsi. W roku szkolnym 1976/1977 rozpoczął naukę w liceum w Vučitrnie, jednak w następnym roku szkolnym został wydalony ze szkoły; II klasę ukończył w Orlanem, a kolejne dwa lata spędził w ośrodku wychowawczym w Podujevie. Latem 1980 roku nielegalnie przekroczył rzekę Bunę, będącą fragmentem granicy z Albanią, po czym został uwięziony w Szkodrze na okres 18 dni; po powrocie do kraju został zatrzymany przez jugosłowiańską policję i z racji niepełnoletniości skazany na jedynie 15 dni pozbawienia wolności.
W 1981 roku wziął udział w protestach w Kosowie, w tym samym roku rozpoczął studia anglistyczne na Uniwersytecie w Prisztinie. Rok później otrzymał zaproszenie do odbycia służby w Jugosłowiańskiej Armii Ludowej, po odbyciu pierwszych 12 miesięcy skorzystał z możliwości wzięcia przerwy; służbę dokończył w 1985 roku. Był następnie zaangażowany w działalność patriotyczną, m.in. często uczestniczył w demonstracjach w latach 1988–1990. W listopadzie 1991 roku uczestniczył w szkoleniu wojskowym zorganizowanym w Albanii.
W maju 1994 roku został aresztowany w Krumë przez albańską policję, która skonfiskowała znalezioną przy nim amunicję; po miesiącu został zwolniony z aresztu. Należał do Armii Wyzwolenia Kosowa, w ramach której działał w regionie Llap. Zginął dnia 31 stycznia 1997 roku w Pestovë w wyniku strzelaniny z jugosłowiańskimi siłami.

## Upamiętnienie
31 stycznia 2008 roku został przez prezydenta Kosowa Fatmira Sejdiu pośmiertnie uhonorowany tytułem bohatera Kosowa.
Jego imieniem nazwano 153. Brygadę Armii Wyzwolenia Kosowa. Na jego cześć wzniesiono brązowy pomnik w centrum Prisztiny; jest także patronem licznych ulic, placów, szkół i instytucji w Kosowie.

## Życie prywatne
Syn Qerima i Fatimji, miał czterech braci i dwie siostry.